# Usbekische Sozialistische Sowjetrepublik
Die Usbekische Sozialistische Sowjetrepublik (Abkürzung UsSSR; usbekisch Ўзбекистон Совет Социалистик Республикаси Oʻzbekiston Sovet Sotsialistik Respublikasi; russisch Узбекская Советская Социалистическая Республика
Usbekskaja Sowjetskaja Sozialistitscheskaja Respublika) war vom 17. Februar 1925 bis 1991 eine Unionsrepublik der Union der Sozialistischen Sowjetrepubliken. Zuvor war sie Teil der ehemaligen Turkestanischen SSR. Das Gebiet der Usbekischen SSR gehörte historisch zur alten Kulturlandschaft Turkestan. 1991 erklärte Usbekistan seine Unabhängigkeit.

## Existenzzeitraum
Nachdem Ende 1917 die Bolschewiki in Taschkent ebenso wie im russischen Kernland die Macht übernommen hatten, wurde aus dem vormaligen Generalgouvernement Turkestan 1918 die Turkestanische Autonome Sozialistische Sowjetrepublik (Turkestanische ASSR) innerhalb der RSFSR gebildet.
Im Khanat Chiwa und im Emirat Buchara wurden 1920 mit Unterstützung der Bolschewiki die Herrscher gestürzt und die Volksrepublik Choresmien bzw. die Volksrepublik Buchara ausgerufen, die Kooperationsverträge mit der RSFSR schlossen. Im Osten des Landes sammelte der gestürzte Emir Said Alim Khan von Buchara mit britischer Hilfe Kämpfer gegen die Sowjets, wurde aber von der Roten Armee Anfang 1921 wieder nach Afghanistan vertrieben. Ende 1921 überschritten seine Anhänger erneut die Grenze und verbündeten sich mit den Basmatschen und Enver Pascha. Enver, von Alim-Khan zum „Oberbefehlshaber der Streitkräfte des Islam und Statthalter des Emirs von Buchara“ ernannt, eroberte tatsächlich Duschanbe und besetzte ganz Ost-Buchara (Tadschikistan), wurde aber im Sommer 1922 von den Sowjets geschlagen und fiel im Kampf.
1924/1925 wurden die Sowjetrepubliken in Zentralasien nach nationalen Gesichtspunkten neu gegliedert und alle drei genannten Staatsgebilde aufgelöst. Aus Teilen aller drei Gebiete wurde die Usbekische Sozialistische Sowjetrepublik (Usbekische SSR) gebildet, die 1925 Mitglied der Union der Sozialistischen Sowjetrepubliken wurde. Tadschikistan, das zunächst eine Autonome Sozialistische Sowjetrepublik innerhalb der Usbekischen SSR gebildet hatte, wurde 1929 als selbständige Tadschikische SSR von Usbekistan getrennt. Erster Vorsitzender im Rat der Volkskommissare der Usbekischen SSR wurde Fajsulla Chodschajew.
Die Karakalpakische Autonome Sozialistische Sowjetrepublik (Karakalpakische ASSR), die zunächst Teil der RSFSR bzw. der Kasachstans gewesen war, wurde hingegen mitsamt dem Kysylkum-Gebiet 1932 Kasachstan wieder ausgegliedert und 1936 von der RSFSR an Usbekistan übergeben.
1937 formierte sich unter Parteichef Usman Jussupow eine moskauhörige stalinistische Partei- und Staatsbürokratie, nachdem die in den 1920er Jahren rekrutierte einheimische Parteiführung dem stalinistischen Terror zum Opfer gefallen war.
Zu Zeiten der Sowjetunion nahmen in der Usbekischen SSR die Wissenschaft, Kultur und Wirtschaft der Region einen großen Aufschwung.
1959 bis 1983 regierte der Parteifürst Scharaf Raschidow in einem Paradebeispiel einer lokalen Partokratie mit den Attributen eines kommunistischen Khanats Usbekistan.
Zu Ende der Regierungszeit Raschidows wurden Unterschlagungs- und Planfälschungsaffären im Baumwollsektor Usbekistan bekannt.

## Gebietsentwicklung
Die Usbekische SSR wurde am 27. Oktober 1924 mit der Auflösung der Volksrepublik Buchara und der Turkestanischen ASSR  gebildet. Buchara und Samarkand fielen an Usbekistan, aus dem Rest der Volksrepublik Buchara wurde am 14. Oktober 1924 die Tadschikische ASSR gebildet, die mit dem Status einer autonomen Republik Usbekistan zunächst noch angegliedert war.
Von der 1925 ebenfalls aufgelösten Volksrepublik Choresmien erhielt die Usbekische SSR die Stadt Chiwa, der Süden dieser ehemaligen Volksrepublik fiel an die 1924 gebildete Turkmenische SSR. 1929 wurde Tadschikistan als eigene Unionsrepublik (SSR) aus Usbekistan ausgegliedert. Die Verwaltungsgrenze wurde nicht nach der ethnischen Zugehörigkeit der Bevölkerung gezogen. Dies traf insbesondere auf die Städte Buchara und Samarkand zu. Zunächst wurde Samarkand anstelle Bucharas Hauptstadt der Usbekischen SSR, ab 1930 ging diese Funktion an Taschkent über.
1936 wurden Karakalpakstan und das Kysylkum-Gebiet (Navoiy) aus der Russischen SFSR an Usbekistan abgetreten.
Der Sieg der Sowjetmacht in ganz Mittelasien führte zu einer Auswanderungswelle oppositioneller (traditioneller, konservativer) Usbeken und Turkmenen nach Nord-Afghanistan, wo sich die Flüchtlinge in den 1920er Jahren vor allem um Mazar-e-sharif ansiedelten.

## Generalsekretäre
Liste der Generalsekretäre der Kommunistischen Partei der Usbekischen Sozialistischen Sowjetrepublik:
- Wladimir Iwanow (1925–1927)
- Kuprijan Kirkisch (1927–1929)
- Nikolai Gikalo (1929)
- Isaak Selenski (1929)
- Akmal Ikramow (1929–1937)
- Pjotr Jakowlew (1937)
- Usman Jussupow (1937–1953)
- Amin Nijasow (1953–1955)
- Nuritdin Muchitdinow (1955–1957)
- Sabir Kamalow (1957–1959)
- Scharaf Raschidow (1959–1983)
- Inamschon Usmanchodschajew (1983–1988)
- Rafik Nischanow (1988–1989)
- Islam Karimow (1989–1991)